# Skidi
Skidi (Wolf Pawnee, Loup Pawnee, Pawnee Loup, Skiri Pawnee, Pani-Maha), jedno od četiri plemena konfederacije Pawnee s rijeke Loup u Nebraski. Tijekom migracija na sjever dolazi do odvajanja Arikara od Skidija, s kojima su prema tradicijim nekada bili ujedinjeni. Skidi su se nastanili uz rijeku Loup gdje su svojevremeno imali desaetak sela. Bili su organizirani prema zvijezdama, a pet sela središnje grupe i 17 ostalih fiksna su prema položajima zvijezda. Svetišta i sela nosila su imena po zvijezdama. Svako svetište imalo je čuvara, a ovaj položaj bio je nasljedan. Skidi-Pawnee prakticirali su žrtvovanja djevojaka Jutarnjoj zvijezdi (Ho-Pir-i-Kuts). 

## Vanjske poveznice
- Native American Profile: The Pawnee  Arhivirana inačica izvorne stranice od 15. listopada 2007. (Wayback Machine)
- Skidi Pawnee  Arhivirana inačica izvorne stranice od 24. kolovoza 2008. (Wayback Machine)
- Skidi Indian Tribe History